# Kip Peak
Der Kip Peak ist ein über 3000 m hoher Berg in der antarktischen Ross Dependency. In der Königin-Alexandra-Kette des Transantarktischen Gebirges ragt er 5 km nordöstlich des Tempest Peak aus einem sich nach Nordosten erstreckenden Gebirgskamm der Marshall Mountains auf.
Das Advisory Committee on Antarctic Names benannte ihn 1995 nach Christoper A. „Kip“ Miller, Geologe einer Mannschaft der Ohio State University, die zwischen 1990 und 1991 dieses Gebiet erkundet hatte.